# 花見桜こうき
花見桜こうき（はなみざくら こうき、10月21日 - ）は、日本のミュージシャン、演歌歌手である。ヴィジュアル系バンド・ダウトのボーカル担当。ダウトでは「幸樹」として活動している。てんびん座、身長183cm、血液型AB型。兵庫県神戸市出身。

## 来歴
- 2006年 - ダウトを結成。
- 2015年 - 演歌歌手としてソロデビュー[1]。
- 2015年2月18日 - 1stシングル「アイラブ東京」を発売。
- 2015年8月5日 - 1stアルバム「花見便り～俺の女唄名曲集～」を発売。
- 2016年9月16日 - KOUKI PIANO CONCERT HALL TOUR「VOICE SALON」を開催。
- 2017年1月22日 - 「最上川司と「新春！最上桜劇場」を開催。
- 2018年9月5日 - 2ndシングル「忘れ傘」を発売。
- 2021年10月27日-3rdシングル

「ピンチャン行進曲(マーチ)」を発売。
- 2023年9月27日-4thシングル

「テキーラモーレ/乾杯しませんか、西宮で」
を発売。
「テキーラモーレ」最上川司氏作曲

## 人物
- ダウトでは作詞作曲もしている。作品多数。
- 「花見桜こうき」という名前はプライベートでも親交の深いゴールデンボンバーの鬼龍院翔が命名した。
- 趣味は野球、カメラ、旅行。
- 12012の塩谷朋之とは高校時代の同級生であり、大学1年の時に結成したバンドMist of Rougeのメンバーだった[2]。

## ディスコグラフィ

### シングル
- アイラブ東京（2015年2月28日）
- 忘れ傘（2018年9月5日）

### アルバム
- 花見便り～俺の女唄名曲集～（2015年8月15日）

## 出演番組

### テレビ
- THAT'S ENKA TAINMENT〜ちょっと唄っていいかしら?〜（2015年9月30日、朝日放送）
- 演歌男子。が歌う 昭和ヒット歌謡ベスト30（2016年4月29日、BSスカパー）
- 音ボケPOPS（2018年10月20日、TOKYO MX）